# 国家平和秩序評議会
国家平和秩序評議会(タイ語：คณะรักษาความสงบแห่งชาติ、英語：National Council for Peace and Order)は、タイ王国に存在した軍事的政治組織。2014年の軍事クーデターにより成立した組織であり、指導権は陸軍司令官であったプラユット・チャンオチャにあった。

## 概要

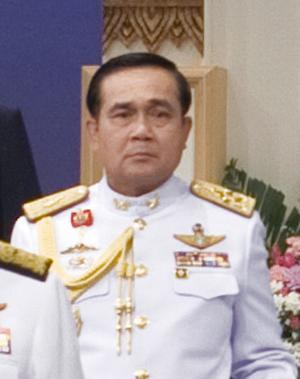
NCPOの最高指導者であったプラユット・チャンオチャ将軍。

2014年に起きた軍事クーデターにおいて、国軍と王国警察によって設立された国家統制機関であった。この組織は約5年にわたってタイの全権を掌握し続け、クーデター以降の軍政を指揮した。2019年、総選挙によって成立した第62代プラユット内閣の成立に伴い、プラユットがワチラーロンコーン国王への忠誠の宣誓を行ったことにより解散した。

## 名称
日本語表記では国家平和秩序評議会。タイ語ではคณะรักษาความสงบแห่งชาติ(カナーラックサー・クワム・サゴップ・ヘーンチャーット、ラテン文字転写：khana raksa khwam sangop haeng chat), 略称は頭文字のคสช.(コー・ソー・チョー、ラテン文字転写：Kho-So-Cho)。英語表記であるNational Council for Peace and Order、頭文字のNCPOが日本含め海外の多くでは用いられる。

## 背景

### タクシン派の勢力拡大

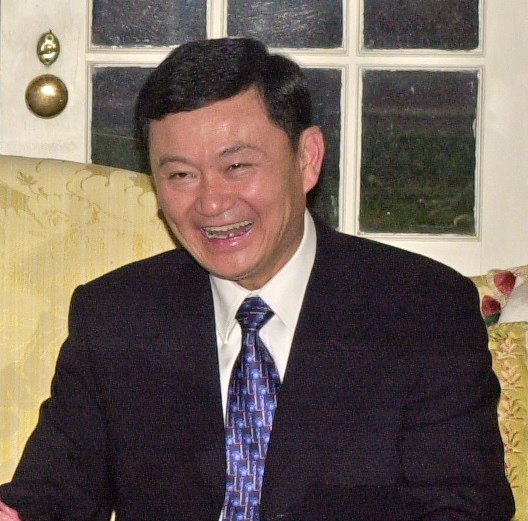
2001年当時のタクシン元首相。

1990年代、アジア通貨危機に伴ってタイの政界が混乱状態に陥ると、国民の注目は企業政治家であるタクシン・シナワットに向かい、タクシン派(市民団体：反独裁民主戦線、通称「赤シャツ隊」)の増長が目立ち始めるに伴い、彼らに反発し軍や王室に忠誠を誓う反タクシン派(市民団体：民主市民連合、通称「黄シャツ隊」)による政界の二分化が起きた。特にイーサーン地方、タイ北部を支持基盤としたタクシンは、貧困層に重視する政策(タクシノミクス)を打ち出したが、これはバンコクを中心とした都市部の中高級階層や軍などから反発や心配の声を生み、2006年に首相を辞任したものの、実質的な暫定首相として変わりない振る舞いを行ったことで政界の混乱と見たソンティ陸軍司令官を中心としたクーデターが発生。これ以降政界はタクシン派への抑圧や、タクシンも17年にわたる亡命生活を余儀なくされるなどして一応の事態収拾を見せたが、農村部におけるタクシン派への強い忠誠は、司法や軍、さらには同じ国民も対象となった長い混乱を生むこととなった。クーデター後、ソムチャーイ政権が成立すると司法と反タクシン派はさらにタクシン派との対立を深め、最終的に司法クーデターが起きた。アピシット政権後、タクシンの妹であるインラックが政権の座に就いたことで政界の混乱は絶頂期に達した。

### 国内の混乱

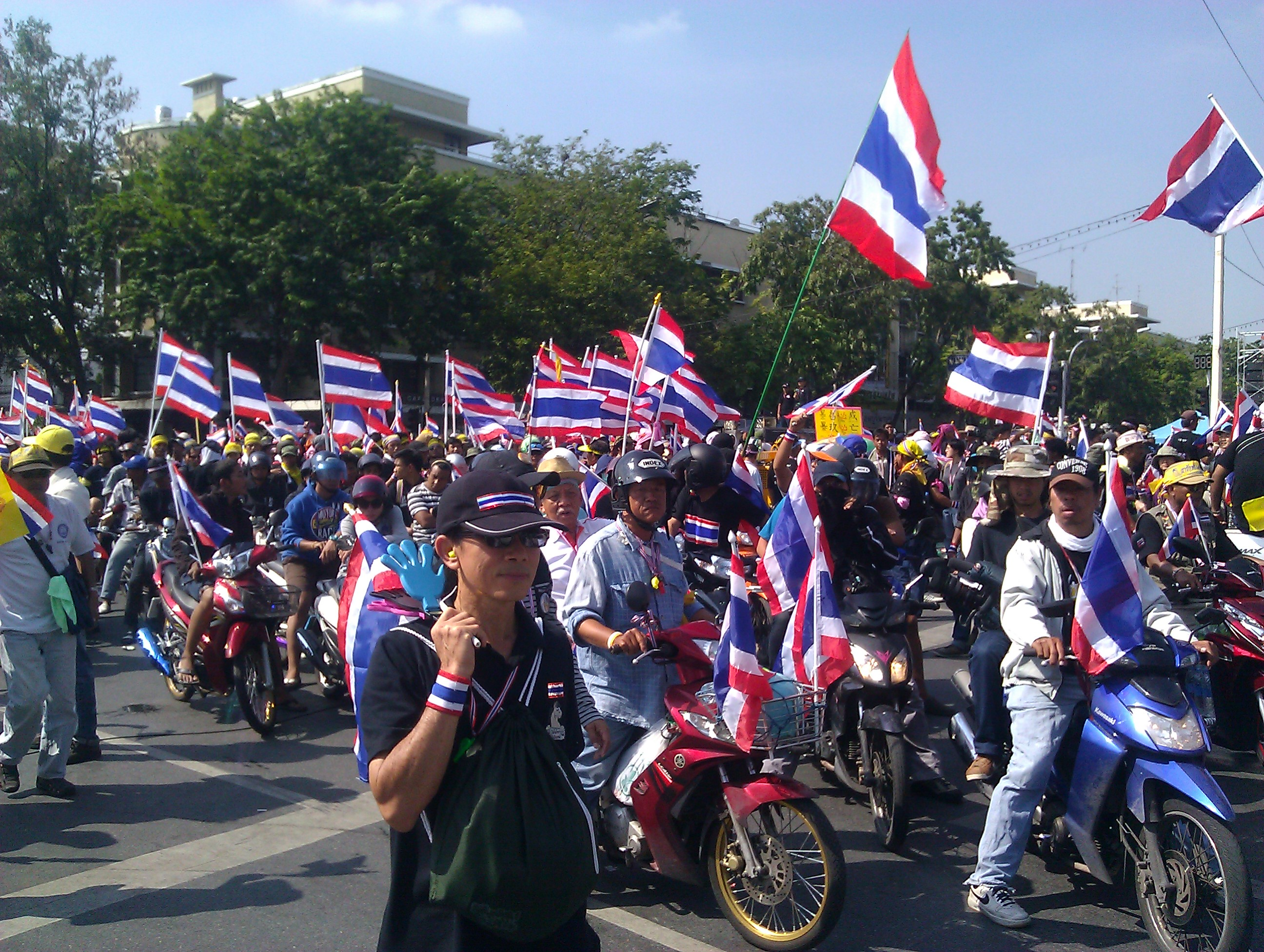
2013年タイ反政府デモにて、政府施設を二輪車で集団走行して抗議する反タクシン派の集団。

2013年、恩赦提案と憲法改正案を起因として、反タクシン派による反政府デモが勃発した。このデモは国内紛争としては非常に大きいもので死者や負傷者も多数出したが、もはや両者の衝突は歯止めがきかず、銃火器や手榴弾も用いられるほど事態は悪化。インラック政権も支持者へ暴力の停止を呼びかけ、最終的に非常事態宣言を発令したものの事態が鎮静化することはなかった。最終的に2014年5月にインラック内閣は司法クーデターを受け、ニワットタムロンが首相代行に任命されることとなったものの、この対応は事態のさらなる悪化へとつながり始めた挙句、軍の付け入る隙を作ってしまった事になる。

## 設立
2014年5月20日午前3時30分、陸軍によるクーデターが勃発。プラユット・チャンオチャ将軍は6時30分にタイ特別テレビにて、戒厳法に基づき戒厳令を全国に発布した。22日午後2時、陸軍は議会の主要七党との協議に入った。しかし協議が難航するや否や協議中に主要メンバーの一斉拘束を行った。プラユットは「戒厳を発布する事態になってしまった事を謝罪する」と同時に政権の掌握を宣言し、インラック政権は崩壊した。そして午後4時30分、暫定政府の権力を掌握するためとして国家平和秩序評議会発表1/2014号に基づき、国家平和秩序評議会が設立された。

## 構成
| 国家平和秩序評議会(NCPO)                  |  | |
| メンバー                                  |  | 国家平和秩序評議会議長 プラユット・チャンオチャ将軍 国家平和秩序評議会副議長 プラウィット・ウォンスワン将軍 国家平和秩序評議会副議長 タナサック・パティマープラコーン将軍 国家平和秩序評議会副議長 ナロン・ピパッタナーサイ提督 国家平和秩序評議会副議長 プラチン・チャントーン空軍元帥 国家平和秩序評議会副議長 アドゥン・セーンシンケーオ警察大将 (2019 年 5 月 7 日以前)                                                           |
| 職務                                      |  | NCPOの最高機関。政府のあらゆる行政方針を決定する責任を負う。各部門が政策を実行可能な状態を構築する。運用は確定した政策に従って実行する。議長1人、副議長5人により構成される。 |
| 国家平和秩序評議会事務局/状況監視センター |  | |
| メンバー                                  |  | 国家平和秩序評議会事務総長 アピラット・コンソムポン将軍 |
| 職務                                      |  | 国家平和秩序評議会議長の情報機関、政府機関。各政府機関に責任を負い、国家平和秩序評議会の職務を監督する責任を負う。 |
| 平和維持軍 (治安維持軍)                   |  | |
| メンバー                                  |  | 平和維持軍司令官 アピラット・コンソムポン将軍 第一軍管区(第一軍師団)司令官 ナロンファン・チットケーウテー中将 第二軍管区(第二軍師団)司令官 タラーコーン・タームウィーン中将 第三軍管区(第三軍師団)司令官 チャローンチャイ・チャイヤカム中将 第四軍管区(第四軍師団) ポーンサック・プーンサワット中将 |
| 職務                                      |  | 4つの管区、平和維持軍を管理する (タイ王国軍および王立警察の部隊が作戦の指揮を担当)。 |
| 治安部                                    |  | |
| メンバー                                  |  | 治安部長官 空席 治安部副長官 アクサラー・クーッドフォン将軍 |
| 職務                                      |  | 3省庁の管轄。 - 国防省 - 内務省 - 外務省 |
| 法務司法部                                |  | |
| メンバー                                  |  | 法務司法部長官 空席 法務司法部副長官 チャッチャルーム・チャルームスック将軍 |
| 職務                                      |  | 法務省と2つの部門の管轄。 - 法務省 - 最高検察庁 - マネーロンダリング防止取締事務所 |
| 経済部                                    |  | |
| メンバー                                  |  | 経済部長官 空席 経済部副長官 トリートット・ソンチェーン空軍元帥 経済部長官代理 空席 |
| 職務                                      |  | 8省庁の管理。 - 農業・協同組合省 - 商務省 - 工業省 - 運輸省 - 財務省 - 労働省 - エネルギー省 - デジタル経済社会省 |
| 社会・心理部                              |  | |
| メンバー                                  |  | 社会・心理部長官 空席 社会・心理部副長官 空席 |
| 職務                                      |  | 7省庁の管轄 - 保健省 - 教育省 - 科学技術省 - 天然資源・環境省 - 社会開発・人間安全保障省 - 観光・スポーツ省 - 文化省 |
| 特務部                                    |  | |
| メンバー                                  |  | 特務部長官 空席 特務部副長官 スチャート・ノーンブア将軍 |
| 職務                                      |  | 首相府と19の機関の管轄。 - 首相府 - 次官事務局 - 首相秘書事務局 - 内閣官房 - 法制委員会事務局 - 行政公務員委員会事務局 - 公共部門開発委員会事務局 - 広報局 - 消費者保護委員会事務局 - 国王官房 - 宮内庁 - 国家仏教事務所 - タイ研究基金 - タイ学士院 - 国家経済社会開発評議会事務局 - 国立研究評議会 - 人民代表院事務局(国家改革運営会議事務局の職務を遂行) - 元老院事務局(国家立法議会事務局の職務を遂行) - 教育水準・質度評価事務局 |
| NCPO議長報告調査部                        |  | |
| メンバー                                  |  | (NCPO議長兼任) プラユット・チャンオチャ将軍 |
| 職務                                      |  | 6つの機関の管轄。 - 内部治安作戦司令部 - タイ王国国家警察庁 - 国家安全保障会議 - タイ王国国家情報局 - 予算局 - 南部県管理センター |
| 土地行政推進部                            |  | |
| メンバー                                  |  | 土地行政推進部長官 アピラット・コンソムポン将軍 |
| 平和秩序維持推進部                        |  | |
| メンバー                                  |  | 平和秩序維持推進部長官 アピラット・コンソムポン将軍 |

## 沿革
設立直後、NCPOは即座に前政権のメンバーや民間政治団体の指導者などに対する大量起訴を行った(その多くはすぐさま釈放されたものの、王室に関連する犯罪に関しては対象外とされ、釈放者は保釈金を受け取ることもできなかった)。この動きに察知し、インラック元首相はじめ、50人以上の政治家や活動家が国外に脱出した。NCPOは王室への尊厳を絶対的とし、インターネット上の王室に関するコメントなどをはじめ、多くのメディアの王室への意見を検閲、問題があれば即刻逮捕も行った。クーデター後、80人以上の人々が王室に対する罪によって起訴された。
NCPOは戒厳が解除された後の平時の状態でも存在が維持された。これはクーデターが多く起きるタイの歴史において極めて異例の出来事であった。7月22日、2014年タイ王国暫定憲法が発効し、NCPOの目標が達成された。
2019年7月16日、総選挙によって第62代プラユット内閣の発足に伴い解散。諸権限は政府に移された。